# Basiliek van het Heilige Huis
De Basilica della Casa Santa (Basiliek van het Heilige Huis) in de Italiaanse stad Loreto is een katholiek bedevaartsoord met het Heilig Huis van de Maagd Maria.

## Legende

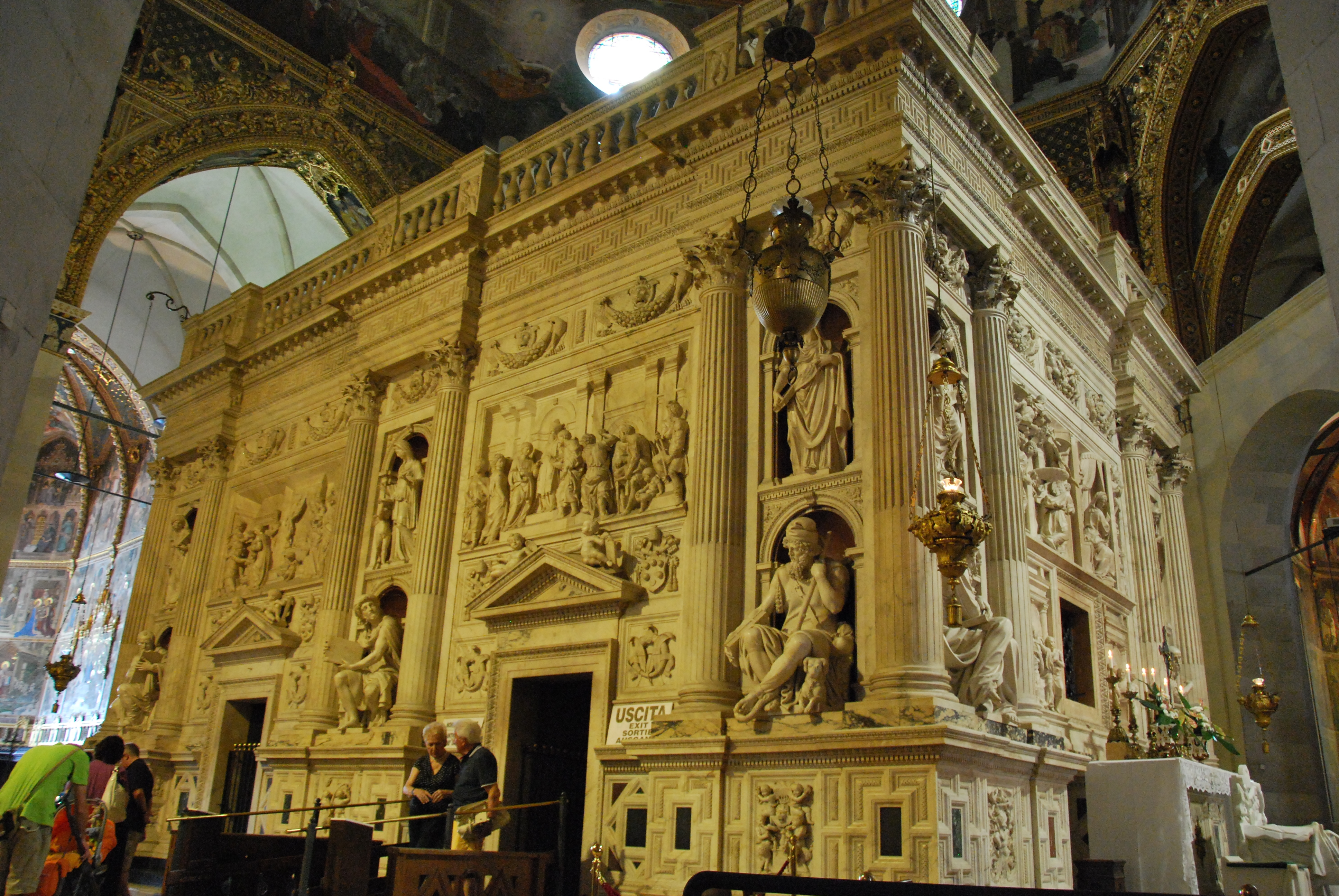
Het Heilig Huis in de basiliek

Volgens de overlevering zou het huis van de Heilige Maagd Maria in het beloofde land bedreigd worden door de Turken. In 1291 brachten engelen het Heilig Huis, waar Jezus in opgroeide, op een wolk naar Dalmatië. Aldaar deden zich volgens bronnen verscheidende mirakels voor, en mensen kwamen er vroom bidden tot de Heilige Moeder Gods. In 1294 brachten de Heilige Engelen het naar een woud nabij Recanati, deze plek wordt Loreto genoemd. Sindsdien stroomden er bedevaarders naar het Heilig Huis om Maria te vereren.

## Cultus
De Rooms-Katholieke Kerk stond aanvankelijk sceptisch tegenover deze mirakelen. Paus Sixtus IV erkende pas in 1491 het Heilig Huis van Maria als bedevaartsoord. In de Reformatie was de Mariacultus een veelgebruikt middel om de protestanten te bevechten. Loreto kende dan ook in de Reformatie een grote bloei.

## Archeologie
Uit archeologische onderzoekingen blijkt dat de stenen van het huisje inderdaad van Palestina komen, en overeenkomen met gebruikte materialen in de streek van Nazareth van de 1e eeuw. De vorm van het huisje sluit precies aan bij de vorm van de grot in de kerk van de annunciatie in Nazareth. Het huisje heeft geen fundamenten, precies ook zoals in Nazareth niet nodig zou zijn geweest, maar wat wel heel ongebruikelijk is voor een kerkje in de streek en op de berg waar het nu staat. In het huisje bevinden zich inscripties, zoals die ook voorkomen op de heilige plaatsen in het H. Land. Ook bevindt er zich vanaf de verplaatsing in 1291/94 een van de twee altaren van het oorspronkelijk door de apostelen tot cultusplaats verheven huisje van Nazareth.

## Wetenswaardig
In de aanloop naar de Abortuswet reisden koning Boudewijn en koningin Fabiola begin 1990 incognito naar de basiliek om er te bidden en hun huwelijksgelofte te hernieuwen.